# ۱۰۰۳ (میلادی)
۱۰۰۳ (میلادی) هزار و سومین سال تقویم میلادی است.

## رویدادها
آغاز پادشاهی هوهانس آرزونی. او پادشاه واسپورکان بود. 
تاسیس خاندان ساوی در ایتالیا. 

## زادگان
- ادوارد خستو، شاه انگلستان

## درگذشتگان
- ابوبکر عبدالکریم طائع، از خلفای عباسی بغداد
- اریک سرخ، بنیادگذار نخستین مستعمره نورس‌نشین در گرینلند
- فوت ژربر که در ابتدا روحانی و سپس پاپ شد. او با سفر های خود به ولایات مسلمان نشین و آشنایی با پیرفت آنها شناخته میشود.
- گریگور نارتاستی. یکی از بزرگترین چهره های ادب ارمنی

‎